# Cárcel Modelo de Barcelona

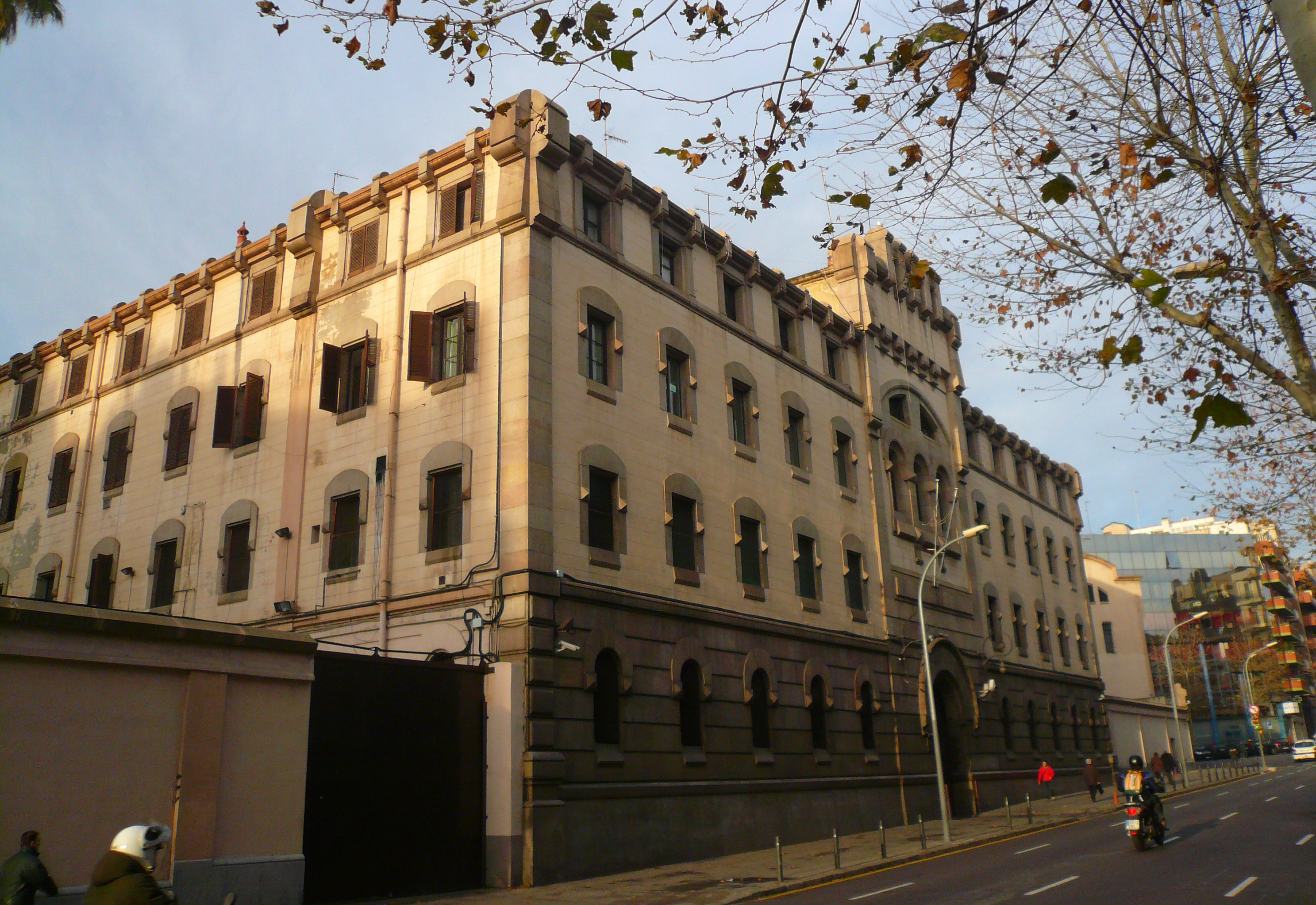
Fachada principal de la calle de Entenza.

El Centro Penitenciario de Hombres de Barcelona, conocido popularmente como la Modelo, es un antiguo centro penitenciario situado en la ciudad española de Barcelona, que está cerrado desde 2017. Se ubica entre las calles Rosellón, Provenza, Nicaragua y Entenza, ocupando la extensión de dos manzanas del Ensanche.

## Historia

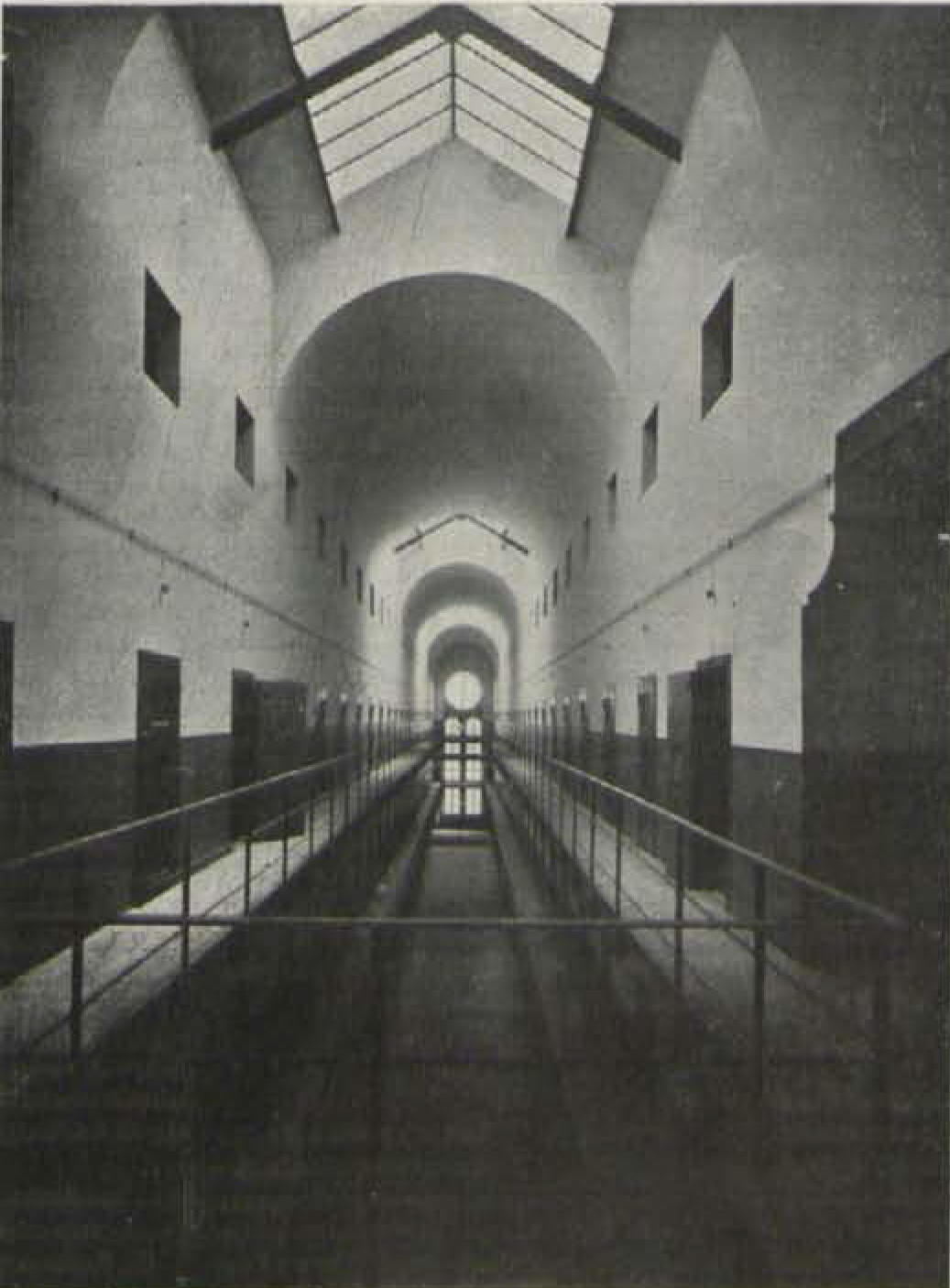
Galería de la cárcel (1904).

En 1787 el jurista y filósofo Jeremy Bentham publicó El panóptico. La idea era una cárcel circular; en cada nivel del perímetro periférico están las celdas individuales, totalmente aisladas, en las que ningún preso puede verse ni oírse. Todas las celdas y espacios son visibles para el vigilante, que se encuentra situado en un espacio central desde donde puede observar a todos los internos, con un golpe de vista, sin ser visto. Introduce el concepto de la «dictadura de la mirada», que controla todo espacio público y privado. Se persigue que los internos se sientan permanentemente bajo vigilancia, aunque realmente no lo estuvieran, para fomentar el control y la disciplina. El panóptico ideaba la «cárcel modelo» como instrumento de control social basado en la vigilancia y, sobre todo, en la incertidumbre de dicha vigilancia, por su capacidad de subordinación.
La prisión fue construida entre 1881 y 1904 con un proyecto arquitectónico de Salvador Viñals y José Doménech y Estapá. El conjunto tenía una planta radial, con un cuerpo central cubierto con cúpula en el que convergían seis naves. En el cuerpo central estaba el centro de control o panóptico, al que se accedía tras pasar tres esclusas. Tenía otros edificios anexos para diversos servicios: cocina, comedores, almacenes, talleres, economatos, enfermería, geriátrico, capilla, gabinete antropométrico, gerencia y administración, escuela, gimnasio y teatro. Junto a la entrada había una sala de espera y locutorios para la visita de familiares a los presos. También había un jardín y varios patios.

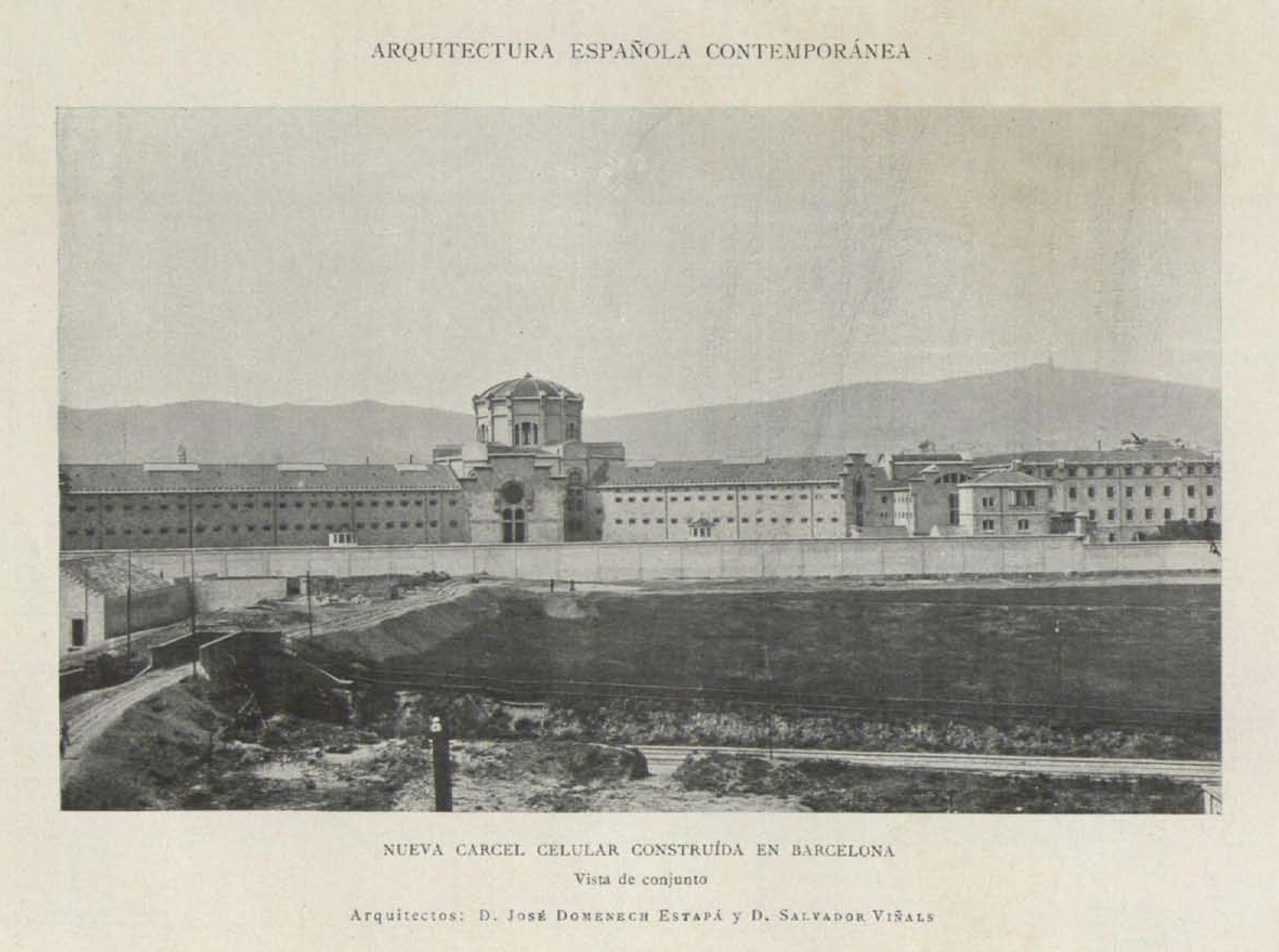
El edificio en 1904

La Modelo se inauguró el 9 de junio de 1904 y es decana de las cárceles catalanas, habiéndose convertido en símbolo y testimonio de la historia de la comunidad autónoma. Su nombre original fue el de Prisión Celular, pero informalmente se le dio el nombre de Modelo porque debía servir de modelo para la nueva reforma penitenciaria emprendida en esos años; con el tiempo el nombre se oficializó.
Cada una de las seis galerías acogía una distinta tipología de presos: la 1, para internos primarios; la 2, para internos con buen comportamiento; la 3, para reincidentes con conducta adaptada; la 4, para reincidentes con dificultades de adaptación; la 5, para internos primarios y presos que trabajaban en la prisión; y la 6, para presos en régimen de aislamiento.
El lema de su Junta Constructora (In severitate humanitas) ponía de manifiesto una nueva concepción penitenciaria que se fue consolidando entre la sociedad burguesa de la época. De acuerdo con dicha concepción, el castigo dejaba de concebirse como venganza o intimidación y pasaba a ser, cada vez más, un mecanismo de reinserción social. Durante décadas el recinto fue un símbolo de la represión franquista en Cataluña.
Además de los presos comunes, fue centro de internamiento de disidentes políticos, especialmente durante las dictaduras de Primo de Rivera y Franco, así como participantes en huelgas y movimientos de protesta como la Semana Trágica (1909), la huelga de La Canadiense (1919) o la huelga de los Tranvías (1951). Aquí estuvieron encarcelados personajes como Francisco Ferrer Guardia, Lluís Companys, Salvador Seguí, Helios Gómez o Lluís Maria Xirinacs. También aquí fue ejecutado al garrote vil Salvador Puig Antich (1974). También fue centro de internamiento de homosexuales, que fueron perseguidos durante la dictadura franquista. En 1973 fueron encarcelados también aquí 113 militantes de la Asamblea de Cataluña.
En sus 113 años de historia solo estuvo vacía en dos ocasiones, al inicio y al final de la guerra civil española: el 19 de julio de 1936 los presos (851) fueron liberados por los anarquistas; el 23 de enero de 1939, varios centenares de presos fueron conducidos por el Servicio de Información Militar (SIM) a la frontera francesa, siendo liberados unos y fusilados otros; el 26 de enero, horas antes de la entrada de las tropas franquistas, fueron liberados el resto de los recluidos, entre los que se encontraban presos tanto del bando sublevado como militantes de la CNT y el POUM.
En 1984 la prisión se hizo famosa tras el motín de presos y la posterior fuga que protagonizó Juan José Moreno Cuenca "El Vaquilla".
El centro cesó definitivamente su actividad el 8 de junio de 2017, un día antes del 113.er aniversario de su inauguración. Desde el 3 de julio hasta el 26 de noviembre de 2017 se encontró abierto al público para la realización de visitas gratuitas.

## Galería

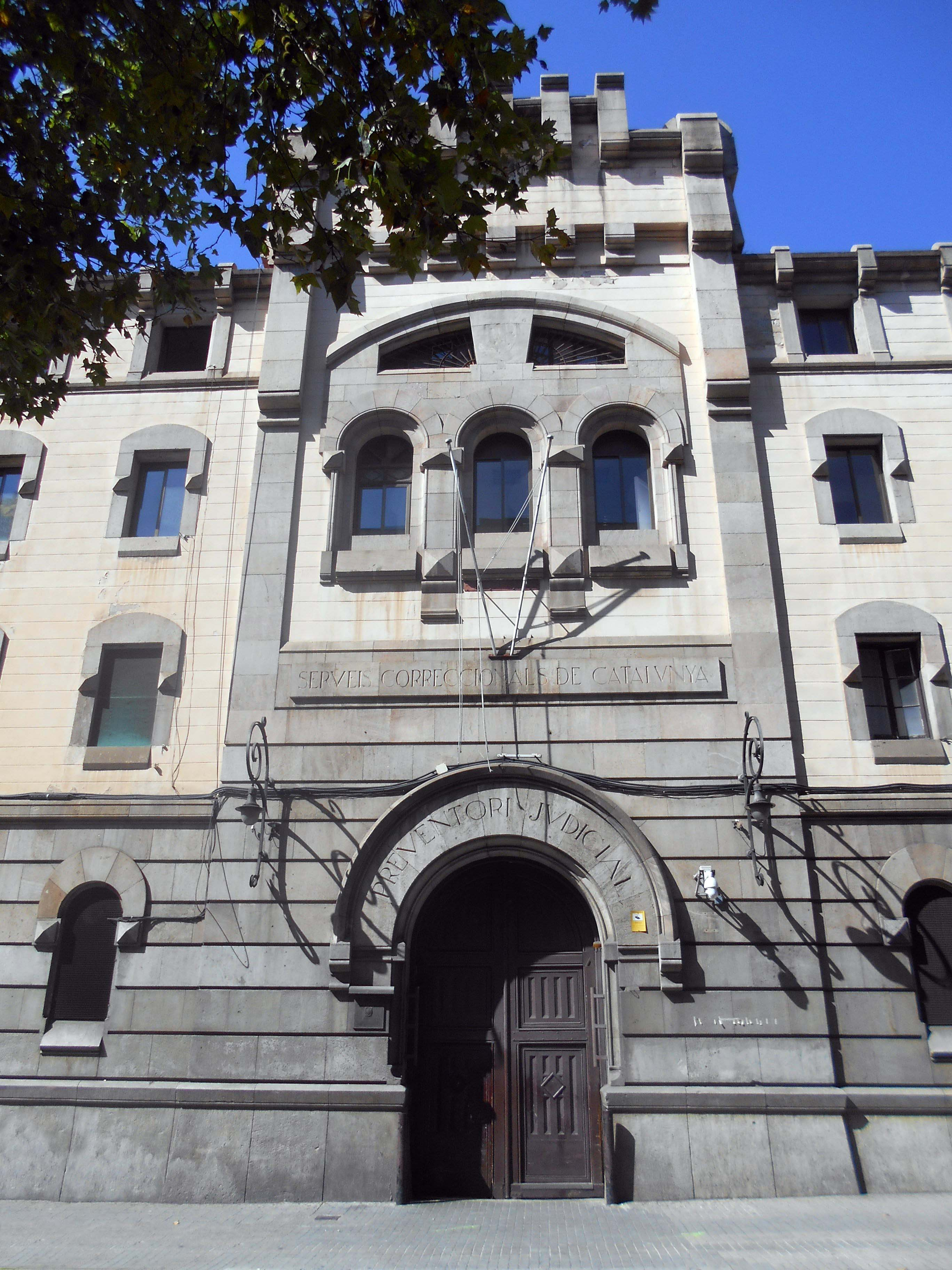
Puerta principal de acceso a la prisión
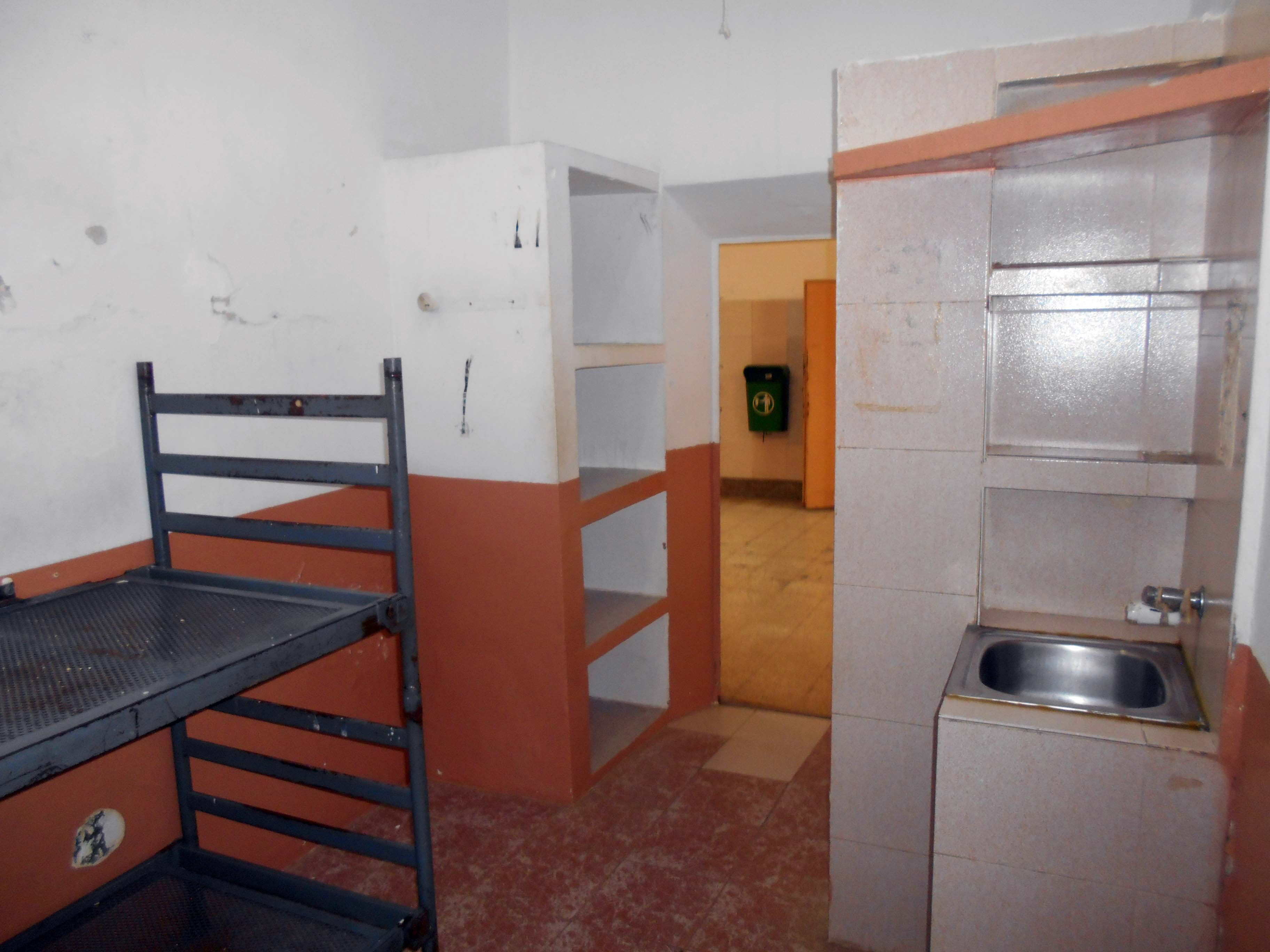
Una de las celdas
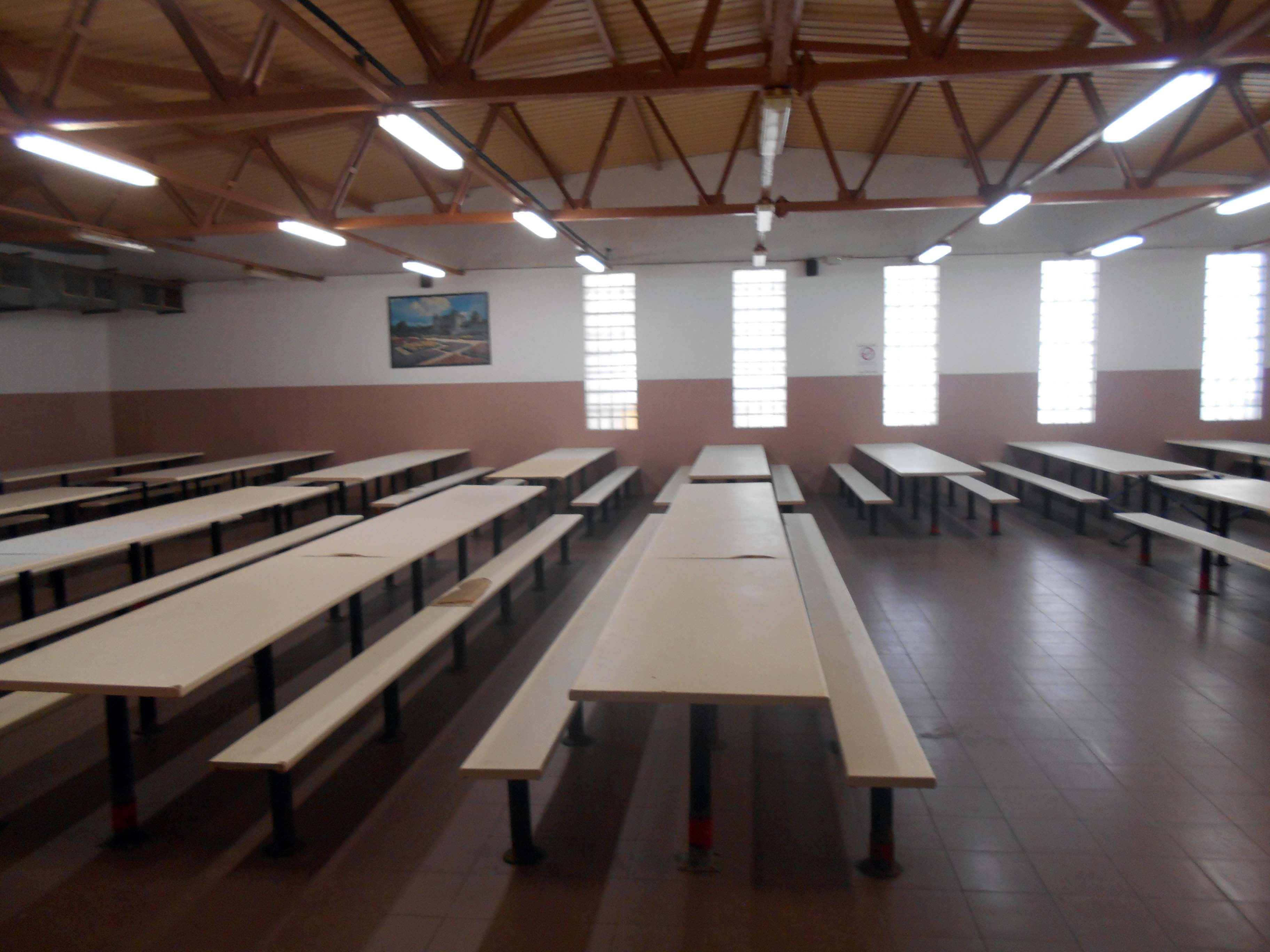
Comedor
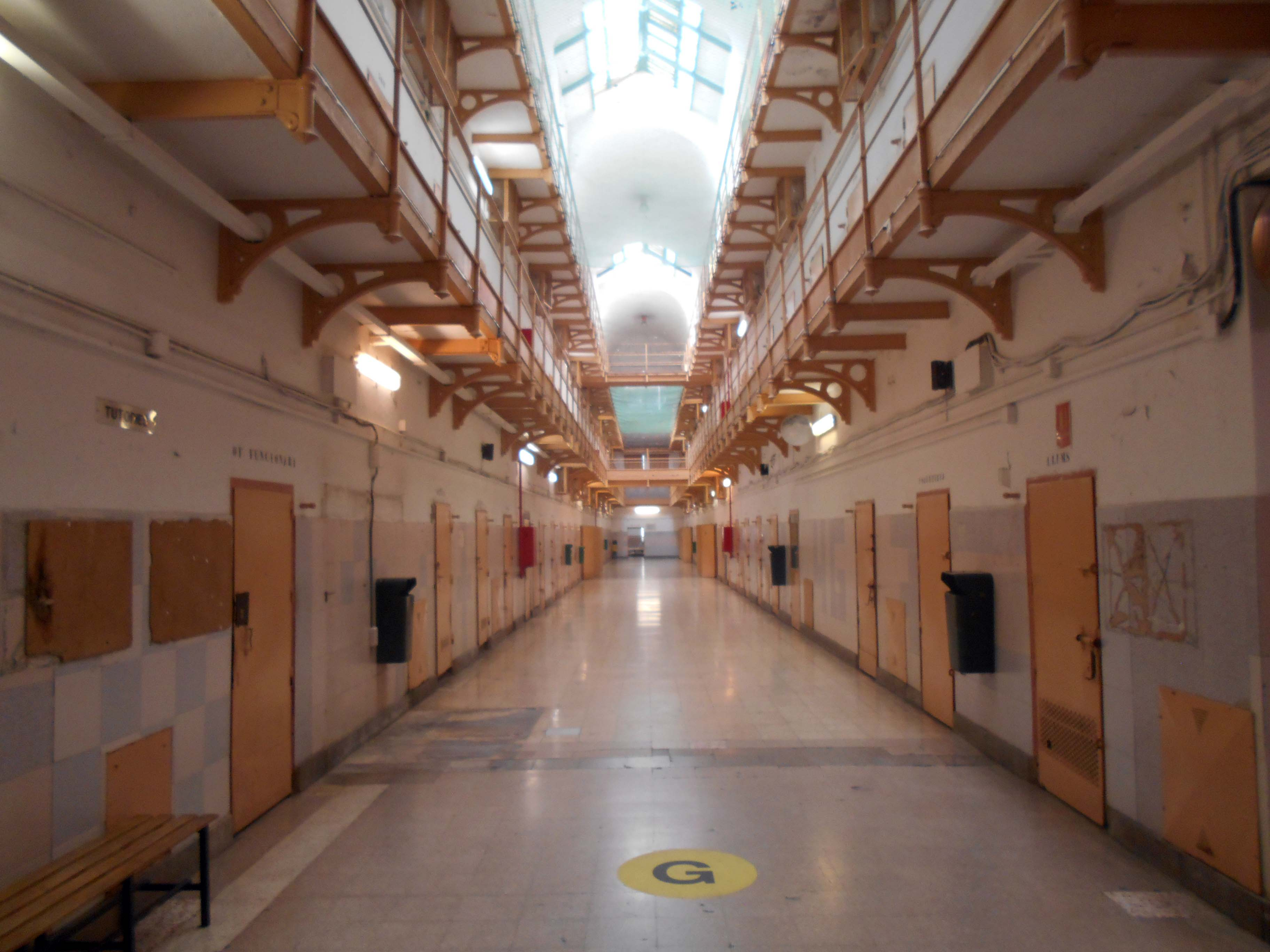
Galería 4
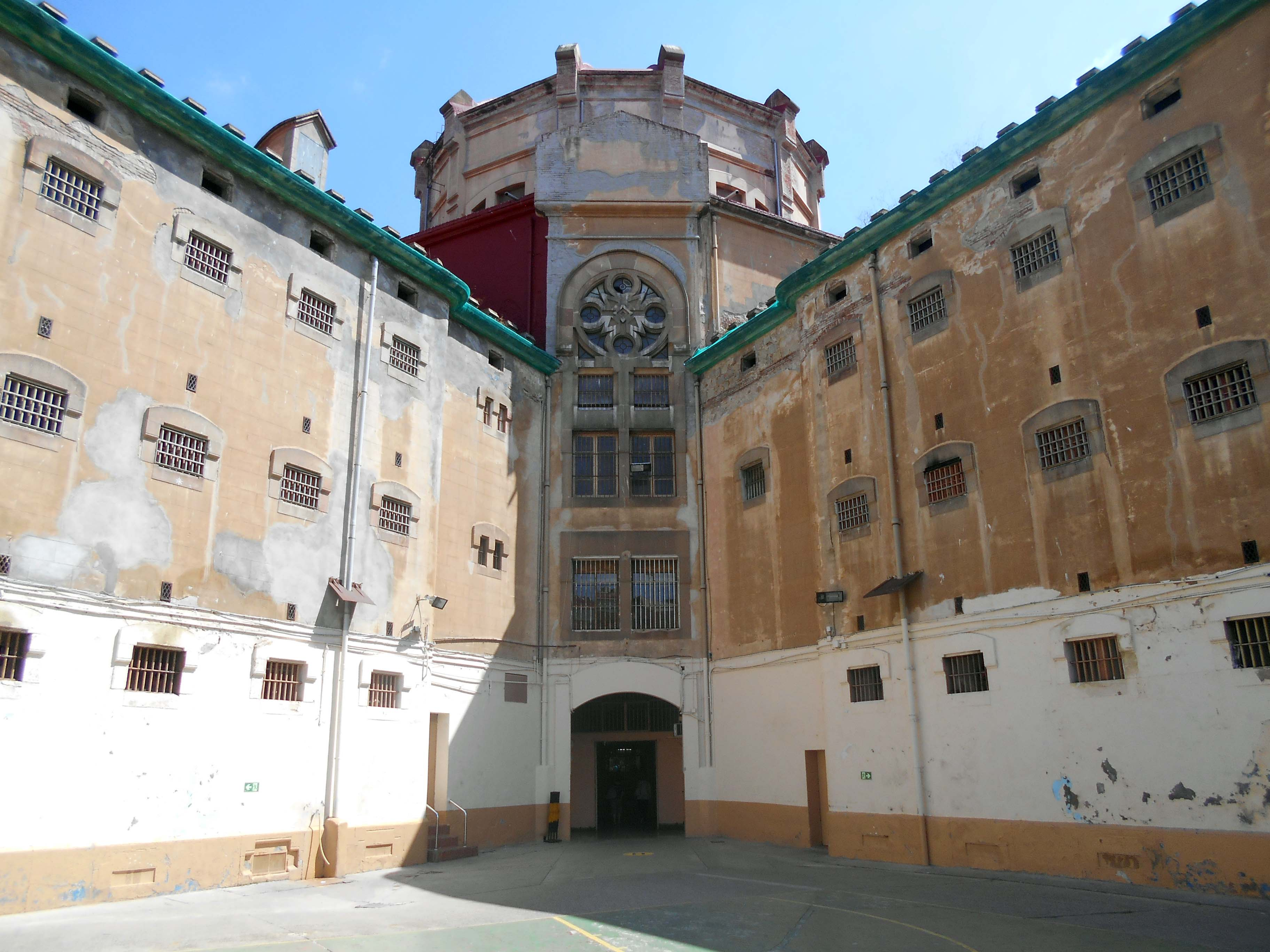
Patio
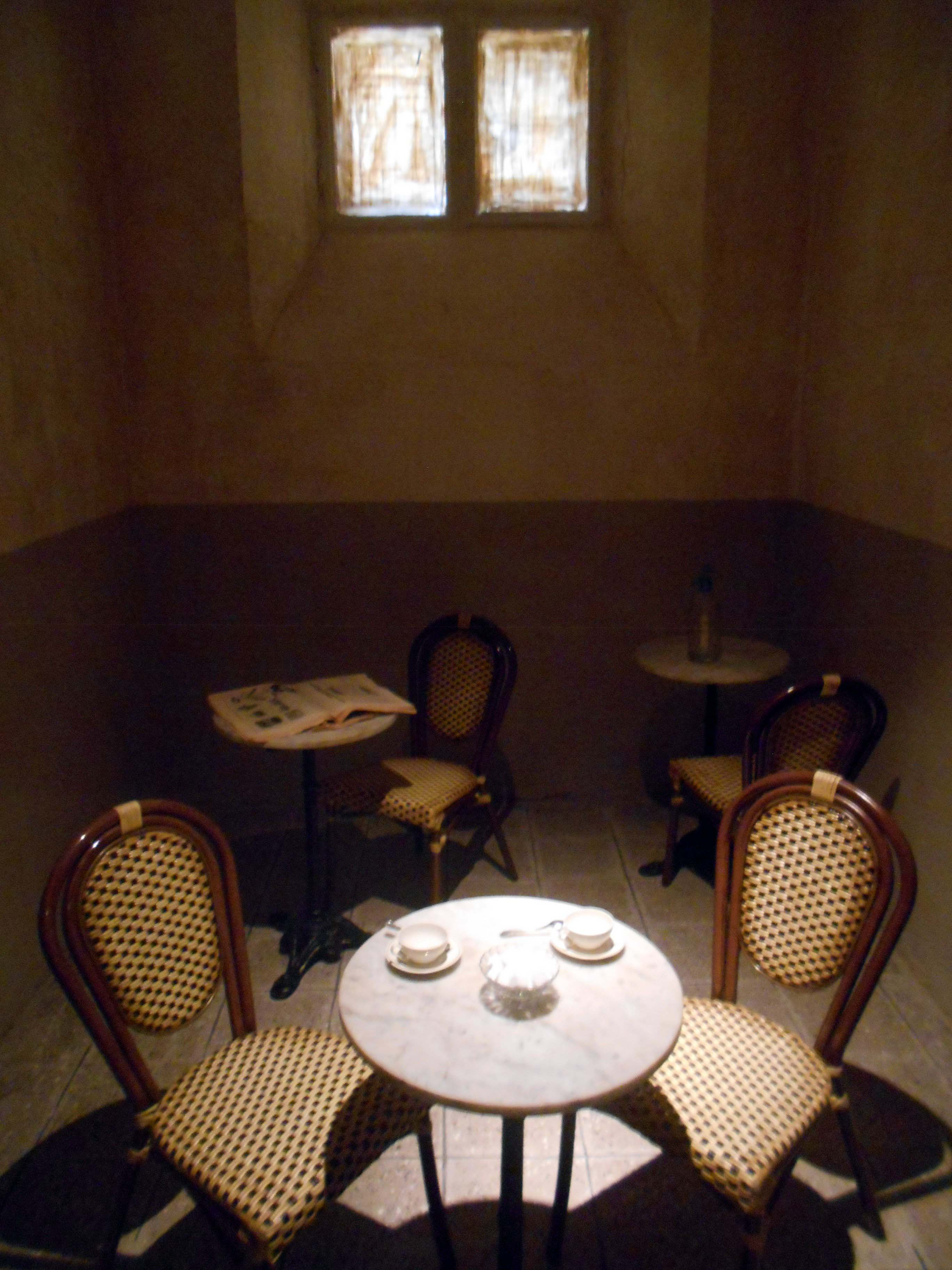
Celda de Lluís Companys
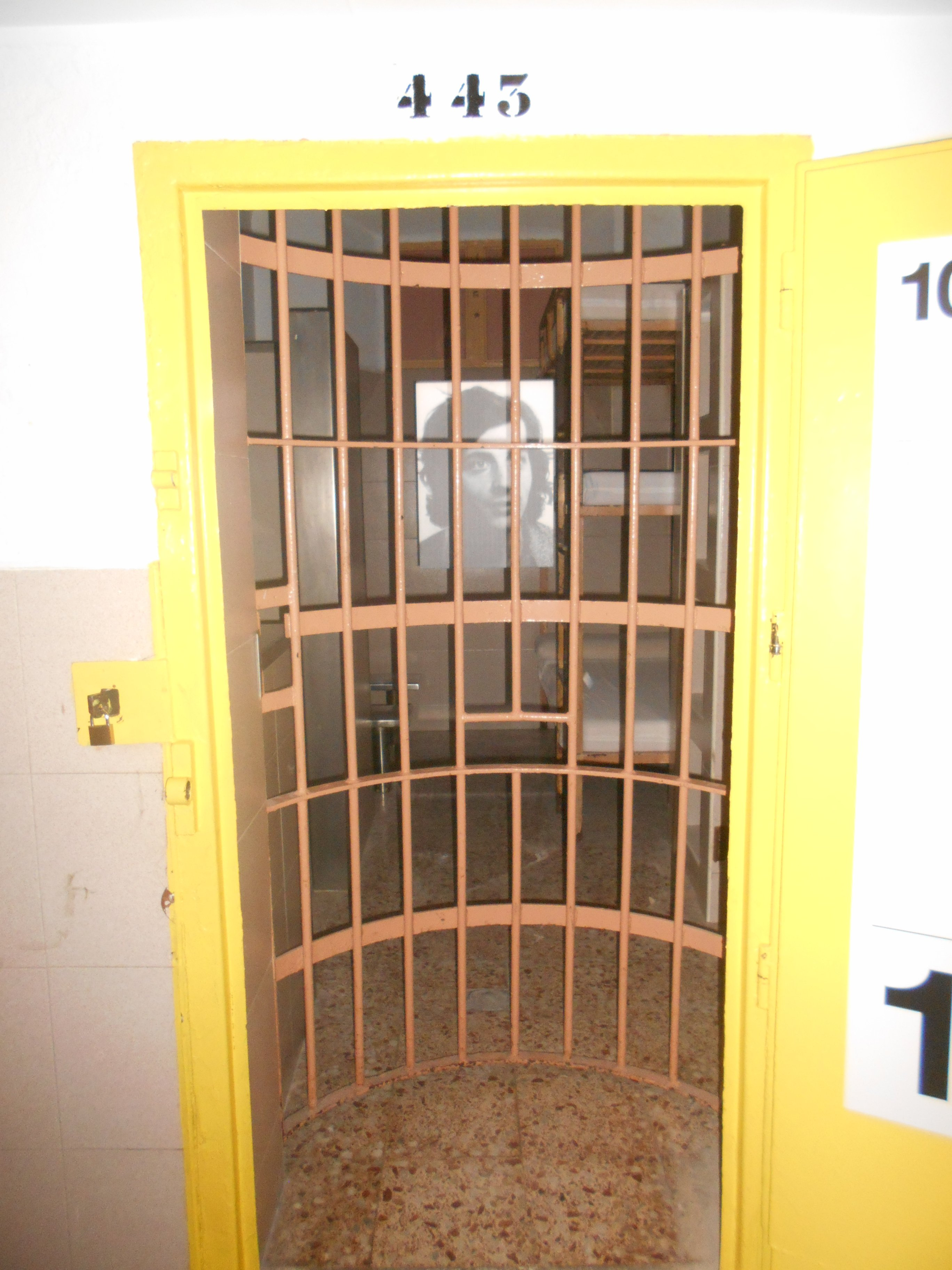
Celda de Salvador Puig Antich